# Lamprofir

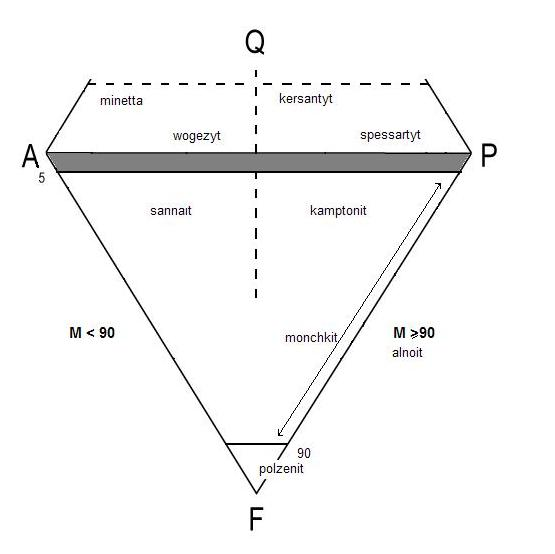
Diagram klasyfikacyjny lamprofirów nieprzeobrażonych na podstawie diagramu QAPF

Lamprofiry – należą do skał magmowych, a dokładniej do głębinowych hipabysalnych i subwulkanicznych. Są przeważnie obojętne lub zasadowe, najrzadziej ultrazasadowe. Klasyfikuje się do skał żyłowych, gdyż występują w postaci dajek i silli. Nazwa pochodzi od złożenia greckich słów lampros - lśniący połączonego z terminem porfir.

## Skład mineralny
Przeważają głównie minerały ciemne. Składa się z fenokryształów biotytu, pirokseny (augit diopsydowy i tytanowy), amfiboli reprezentowanych głównie przez hornblendę, skaleni potasowych, plagioklazów, oraz rzadziej oliwinów. Ciasto skalne jest najczęściej utworzone z skaleni i skalenoidów (→foidy). Pobocznie może występować apatyt i magnetyt. Wtórnie także zeolity, kalcyt, siarczki, kwarc.
Zostały także ostatnio uznane za skały diamentonośne.

## Cechy zewnętrzne
Przeważnie mają barwę szarą, ciemnoszarą lub czarna, czasami również czerwonawa lub zielonawą. Najczęściej są ciemniejsze od skał, które przecinają.

## Budowa wewnętrzna
Skały lamprofirowe odznaczają się strukturą holokrystaliczną, porfirową lub porfirowatą oraz teksturą zbitą, bezładną lub czasami słabo kierunkową.

## Geneza
Powstają w towarzystwie intruzji magmowych. Przypuszczalnie wskutek uwodnienia magm nefelinitowych, lub wskutek stopienia dolnej części skorupy ziemskiej zbudowanej ze skał obfitujących w biotyt i hornblendę.

## Odmiany
Najpospolitsze odmiany lamprofirów to:
- lamprofiry właściwe → minetta, wogezyt, kersantyt, spessartyt.
- lamprofiry alkaliczne → sannait, kamptonit, monchikit
- lamprofiry ultramaficzne → polzenit, alnöit

## Występowanie
Najczęściej towarzyszą masywom granitoidowym, syenitowym i diorytowym.
W świecie: USA (Arizona, Kalifornia); Rosja (półwysep Kola); Niemcy (Schwarzwald, Góry Harz
), Francja (Bretania, Wogezy); Wielka Brytania (Jersey, Wyspy Normandzkie, Lake District), Czechy (Masyw Czeski); Skandynawia.
W Polsce: Dolny Śląsk, Śląsk Cieszyński, rejon Krzeszowic k. Krakowa, Tatry, oraz w krystalicznym podłożu Wyżyny Śląsko-Krakowskiej.